# Zapatahalvön
Zapatahalvön (spanska: Península de Zapata), är en stor halvö i Matanzasprovinsen, på västra Kuba. Nationalparken Ciénaga de Zapata, vilket är ett stort träskområde, är beläget på halvön.
Halvön ligger söder om Ensenada de la Broa, öster om Batabanóbukten och norr om Cazonesbukten. Grisbukten utgör dess östra gräns.